# Джон Роберт Шріффер
Джон Роберт Шріффер (англ. John Robert Schrieffer; 31 травня 1931 — 27 липня 2019) американський фізик. Лауреат Нобелівської премії з фізики (разом з Джоном Бардіном та Леоном Купером у 1972 за мікроскопічну теорію надпровідності.

## Дитинство, навчання
Джон Роберт Шріффер народився 31 травня 1931 р. в Оук-Парку (штат Іллінойс) у родині Джона Г. Шріффера і Луїзи (уродженої Андерсон) Шріффер. У 1940 році родина переїжджає до міста Манхассет, штат Нью-Йорк, а ще через дев'ять років в місто Юстіс (штат Флорида). Живучи у Флориді, Джон любив грати з саморобними ракетами і радіо, що і сформувало його інтерес до електротехніки. По закінченні середньої школи він 1949 р. вступив до Массачусетського технологічного інституту, прагнучи стати інженером-електриком. Через два роки він обирає своєю спеціальністю фізику і 1953 р. здобуває ступінь бакалавра.

## Дослідження надпровідності
1954 р. Шріффер захищає в Університеті Іллінойсу дисертацію, виконану під керівництвом Джона Бардіна і здобуває ступінь магістра. Дисертація Шріффера присвячена дослідженню електронної провідності на поверхні напівпровідника. По завершенні роботи над дисертацією він приєднується до Бардіна в дослідженні явища надпровідності і властивостей речовини за температур, близьких до абсолютного нуля (−273,15 °C). 1911 р.
Нідерландський фізик Гейке Камерлінг-Оннес відкрив, що деякі матеріали втрачають опір електричному струмові за температур лише на декілька градусів вищих абсолютного нуля. 1956 р. Леон Купер довів, що взаємодія електронів провідності з атомними коливаннями призводить до утворення зв'язаних пар електронів (так званої «куперівської пари електронів»). Шріффер і Бардін спробували поширити Куперівську ідею про вплив пар електронів на поведінку переважної більшості вільних електронів в надпровідному твердому тілі. Шріффер вже хотів відмовитися від подальших спроб знайти розв'язання проблеми, але Бардін, який саме в той час повинен був вирушити до Швеції на церемонію вручення йому Нобелівської премії з фізики за 1956 р., присудженої йому за внесок у винахід транзистора, умовив Шріффера поміркувати ще місяць над проблемою, і за цей місяць Шріфферу дійсно вдалося розробити статистичний метод, який дав змогу отримати розв'язання проблеми. Після повернення Бардіна троє дослідників (Бардін, Купер і Шріффер), об'єднавши зусилля, продемонстрували, що взаємодія між «куперівськими парами» охоплює багато вільних електронів у надпровідній речовині, змушуючи їх до погодженого руху. Як і передбачалося, надпровідні електрони утворюють єдиний квантовий стан в усьому матеріалі. За внесок у теорію надпровідності Шріффера 1957 р. було визнано гідним докторського ступеня в Іллінойському університеті.
Теорія Бардіна-Купера-Шріффера вважається одним з найважливіших досягнень теоретичної фізики з часу створення квантової теорії. 1958 р., застосовуючи її, Купер і його колеги передбачали, що дуже охолоджений рідкий гелій-3 повинен мати надплинність, тобто переходити в незвичний стан матерії, яка характеризується відсутністю в'язкості і поверхневого натягу. Надплинність гелію була підтверджена експериментально 1962 р. 1972 р. Шріфферу, Куперові й Бардіну було присуджено Нобелівську премію з фізики «за створену спільними зусиллями теорію надпровідності».
1957—1958 рр. на правах постдокторанта Національного наукового фонду Шріффер займався дослідженням надпровідності в Бірмінгемському університеті (Англія) і в Інституті Нільса Бора в Копенгагені (Данія).
У 1964, Шріффер публікує свою книгу по теорії БКШ, «Theory of Superconductivity» («Теорія надпровідності»).

## Інші праці
У 1957—1960 рр.. Шріффер викладав фізику в Чиказькому університеті, у 1959—1960 рр. в університеті штату Іллінойс, у 1962 р. в Пенсільванському університеті, у 1969—1975 рр. в Корнелльському університеті і з 1975 р. — в Каліфорнійському університеті в Санта-Барбарі. Він також займається дослідженням магнітних властивостей матеріалів, властивостей сплавів і поверхневих ефектів.

## Особисте життя
У Копенгагені в 1960 році він зустрів Ганні Греті Томсен. Через кілька місяців вони одружилися. У них дві дочки і син. 9 листопада 2005 року був засуджений до двох років тюремного ув'язнення за ненавмисне вбивство (автокатастрофу з його вини).

## Нагороди
Крім Нобелівської премії Шріффер удостоєний численних нагород, серед них премії Комстока американської Національної академії наук (1968), премії Олівера Бахла з фізики твердого тіла Американського фізичного товариства (1968) і медалі Джона Еріксона Американського товариства шведських інженерів (1976). Шріффер є почесним доктором п'яти університетів, членом американської Національної академії наук, Американської академії мистецтв і наук, Американського філософського товариства та Данької королівської академії наук і мистецтв.